# Richter Ede
Richter Ede (Nagybánya, 1852. augusztus 6. - Selmecbánya, 1912. március 25.) városi levéltáros. 

## Élete
Richter György, magyar királyi bányatanácsos és Tannenberg Mária fia. Az alsó gimnáziumot szülővárosában, a főgimnáziumot Selmecbányán az ágostai evangélikus líceumban, a jogot a budapesti és bécsi egyetemen végezte. Ezután pénzügyi fogalmazó volt Besztercebányán, majd később járásbírósági jegyzővé nevezték ki Turócszentmártonban. 1884-től Selmecbánya város levéltárnoka, majd az 1901-ben alapított múzeum és könyvtár vezetője lett.
A selmecbányai öregvár muzeális célokra való átépíttetésében szerzett érdemeket, ásatásokat vezetett a városban. A városi múzeum első vezetőjének szerzője. Neje Ivanovics Paula volt.
Fiatal korában írt cikkeket és költeményeket A Honba, Ellenőrbe, Pesti Naplóba, Vasárnapi Ujságba és a Magyarország és Nagyvilágba (1880-1882) is.

## Munkái
- 1884 Utazás a szellemek birodalmába. Selmeczbánya.
- 1889 Az Osztrák-Magyar Monarchia irásban és képben IV. (tsz.)
- 1900 A közelgő nagy katasztrófa. Selmeczbánya.
- 1902 Egy episod Balassa Bálint életéből. Századok.
- 1902 Finsterort és Birbaum-Stolln összetűzése a XVI. században. Bányászati és kohászati lapok 35, 46-47.
- 1902 Egy bányaper a XVI. század első feléből I-III. Bányászati és kohászati lapok 35, 167-170, 181-184, 199-202.
- 1902 Egy régi bányász táncrendszabály. Bányászati és kohászati lapok 35, 217-221.
- 1902 A selmeczbányai régi bányászéletből I-III. Bányászati és kohászati lapok 35, 243-246, 272-274, 320-322.
- 1903 Selmeczbánya történetéből. A kurucz idők 1703-1711. Selmeczbánya. (Ismerteti Vasárnapi Ujság 41)
- 1905 Két német alchymista Selmeczbányán. Történelmi Tár.
- 1905 A selmeczbányai levéltár legrégebb czéhlevele 1487-ből - A mészáros céh rendszabályai. Természet és Társadalom 1905, 147-150.
- 1906 Selmeczbánya. In: Hont vármegye és Selmeczbánya  sz. kir. város. (tsz. Király Ernő)

Alapította és szerkesztette a Selmeczbányai Hetilapot 1895-től 1899-ig Szentgyörgyi névvel.